# Салмон, Луи Адольф
Луи Адольф Салмон (1806, Париж — 1895, Нейи-сюр-Сен) — французский гравёр.
О его жизни известно крайне мало, годы жизни известны благодаря надгробью на кладбище. Был учеником Энгра (по рисованию и живописи) и Анрикеля-Дюпона (по гравированию), в 1830 году получил 2-ю большую премию от Парижской академии художеств, усовершенствовался в Риме и, возвратившись оттуда в Париж, приобрёл известность акварельными копиями и превосходными гравюрами с картин преимущественно старинных итальянских мастеров. В 1832 году выиграл вторую большую премию в Риме, в 1834 году — первую. С 1835 по 1837 год проживал на вилле Медичи в Италии вместе с другими деятелями искусств.
Лучшие произведения его резца — «Мадонна ди-Фолиньо», «Поэзия», «Богословие» и «Правосудие» с Рафаэля, «Милосердие» с А. дель-Сарто, «Сельский концерт» с Джорджоне, «Себастьяно дель-Пьомбо» с портрета, написанного им самим, и «Апофеоза Наполеона I» с Энгра.